# 段成刚
段成刚（1963年6月—），男，汉族，重庆江北人，研究生学历，高级管理人员工商管理硕士，1983年8月参加工作，1985年6月加入中国共产党。

## 简历
1980年9月至1983年8月，段成刚在重庆第二机械工业学校机械制造专业学习。毕业后任重庆市机床工具工业公司团委干事。1985年1月起，段成刚长期在江北区工作，历任共青团四川省委重庆市江北区委干事，团区委副书记，团区委书记等职。1994年5月转入地方，任江北区观音桥街道党委书记，并在1997年重庆直辖后继续担任该职务。1998年3月，段成刚任区委办公室主任，随后担任区委常委兼办公室主任，区委常委兼统战部部长，区委常委兼常务副区长等职，并在2004年3月至2006年6月期间在重庆大学高级管人员工商管理专业学习，获高级管理人员工商管理硕士学位。
2006年12月，段成刚离开江北区，转任巴南区区委副书记，代理区长，区长等职。2014年1月，段成刚任北部新区管委会主任，党工委副书记，兼任两江新区管委会副主任、党工委委员。在2016年北部新区被合并入两江新区后，段成刚任两江新区党工委副书记，副主任，保留正厅级。
2016年6月，段成刚调任中共重庆市渝北区委书记。
2018年10月，段成刚升任中共重庆市委常委，回任两江新区，接替吴存荣担任两江新区党工委书记。
2022年1月，当选为重庆市政协副主席。
2025年3月31日，因涉嫌严重违纪违法，接受中央纪委国家监委纪律审查和监察调查。4月14日，重庆市政协党组（扩大）会议暨六届五十五次主席会议决定免去段成刚政协第六届重庆市委员会副主席职务、撤销其市政协委员资格。